# عدنان أركان
عدنان أركان (بالتركية: Adnan Erkan)‏ هو لاعب كرة قدم تركي في مركز حراسة المرمى، ولد في 15 يناير 1968 في دنيزلي في تركيا. شارك مع منتخب تركيا تحت 21 سنة لكرة القدم ومنتخب تركيا لكرة القدم. أما مع النوادي، فقد لعب مع أنقرة غوجو ودينيزلي سبور وقونية سبور ومرسين إيدمانيوردو.

## وصلات خارجية
- عدنان أركان على موقع اتحاد تركيا (لاعب) (الإنجليزية)
- عدنان أركان على موقع اتحاد تركيا (مدرب) (الإنجليزية)
- عدنان أركان على موقع قاعدة بيانات كرة القدم.إي يو (الإنجليزية)
- عدنان أركان على موقع ناشيونال فوتبول تيمز (الإنجليزية)
- عدنان أركان على موقع عالم كرة القدم.نت (الإنجليزية)